# Garður
Garður es un ciudad situado en el suroeste de Islandia rodeado por la bahía Faxaflói en la península Reykjanes. Con 21 kilómetros cuadrados de área, es el más pequeño de su región de Suðurnes y el quinto más pequeño a escala nacional. En enero de 2011, Garður contaba con una población de 1.452 habitantes.

## Etimología
El nombre, que significa 'cerca' o 'pared', se debe a las paredes de tierra que se erigieron entre las diferentes propiedades locales.

## Historia
Los ricos caladeros de la costa siguen siendo la base económica de la localidad. La pesca se llevó a cabo aquí durante siglos, y hay reliquias que se encuentran a lo largo de la costa. Garður sigue siendo un centro de pesca importante con empresas procesadoras de pescado.
El Museo Histórico de la Península Garður (Byggðasafn Garðskaga), cuenta la historia de los pescadores y las personas que vivían y trabajaban en la comunidad.
Garður es también conocida por sus faros. El viejo faro Garðskagi fue construido en 1897 y fue utilizado hasta hace poco como centro para el estudio de los miles de aves migratorias que cada año llegan allí desde Groenlandia y América del Norte a reproducirse en la costa circundante.
Garður es la ciudad de origen de la banda indie Of Monsters and Men.